# Donna Kossy
Donna J. Kossy (* 1957) ist eine US-amerikanische Schriftstellerin und Zeitschriftenherausgeberin. Dem Magazin Wired zufolge ist sie „eine Expertin für Spinner (kooks), die eine echte, wenn auch manchmal unbequeme Zuneigung zu ihren Themen“ besitzt.

## Tätigkeit
Donna Kossy setzt sich in ihrem Werk intensiv mit dem Leben und den Theorien von Menschen auseinander, die gemeinhin als Exzentriker, Spinner oder Verrückte gelten und in Amerika oft als „Kooks“ oder „Crackpots“ bezeichnet werden. Sie hat in diesem Sinn in ihren Büchern eingehend die Theorien von Persönlichkeiten wie Helena Blavatsky, Francis Galton, Oscar Kiss Maerth und Erich von Däniken untersucht.
Bruce Sterling schrieb über die Arbeit Donna Kossys, dass jeder Science-Fiction-Autor ihr Buch über die „Kooks“ besitzen sollte. Bei dem von Kossy initiierten Projekt „Kooks Museum“ handelt es sich um „einen virtuellen Ausstellungsraum mit Geschichten von Unterdrückung und Vorurteilen.“ Donna Kossy unterhält intensive Beziehungen zur amerikanischen Religionsparodie der „Church of the SubGenius“, mit deren prominenten Exponenten Ken DeVries sie verheiratet ist.

## Werke

### Bücher
- 1994: Kooks: A Guide to the Outer Limits of Human Belief. Portland, OR: Feral House. ISBN 0-922915-19-9.
- 1995: "Kooks Outtakes." Portland, OR
- 2001: Strange Creations: Aberrant Ideas of Human Origins from Ancient Astronauts to Aquatic Apes. Los Angeles: Feral House. ISBN 978-0-922915-65-1.

### Herausgegebene Zeitschriften
- "False Positive" (aka "False Positive Magazine") 1984–1988
- "Kooks Magazine" (alias "The Original Donna Kossy's Kooks Magazine") 1988–1991 ISSN 1045-103X
- "Book Happy" (aka "Book Happy Magazine") 1997–2002

## Einzelbelege
1. ↑  Rogier van Bakel: "Street Cred: A Guide to the Outer Limits of Human Belief" (book review), Wired, Issue 3.09, September 1995
2. ↑  
Jeff Bagato: "Kooks Chronicles: Strange Creations." In: Washington City Paper, May 17–23, 2002 (Vol. 22, Nr. 20) (Memento vom 5. Februar 2013 im Webarchiv archive.today);
Colin Bennett: "Strange Creations / Kooks" (Memento vom 22. November 2008 im Internet Archive). In: Fortean Times, May 2001
3. ↑  "Kooks (2nd Edition)" (Memento vom 17. Juli 2011 im Internet Archive), Turnaround Publisher Services.
4. ↑  Angela M. T. Reinders: Zugänge und Analysen zur religiösen Dimension des Cyberspace. Berlin 2006 (ISBN 3-8258-8506-2), S. 156, Anm. 471.
5. ↑  Greg Bishop: Wake Up Down There!: The Excluded Middle Anthology. Los Angeles 2000, ISBN 0-932-813-82-8, S. 433

| Personendaten    | Personendaten                              |
| ---------------- | ------------------------------------------ |
| NAME             | Kossy, Donna                               |
| ALTERNATIVNAMEN  | Kossy, Donna J.                            |
| KURZBESCHREIBUNG | US-amerikanische Autorin und Herausgeberin |
| GEBURTSDATUM     | 1957                                       |